# Онал, Эрхан
Эрхан Онал (тур. Erhan Önal; 3 сентября 1957, Измир — 16 марта 2021, Измир) — турецкий футболист, играл на позиции защитника. Отец известной турецкой актрисы Биге Онал.

## Биография

### Клубная карьера
Онал был воспитанником академии клуба «Шварц Вайс». Начинал карьеру в «Баварии II», а в 1976 году был переведён в основной состав «Баварии». Дебютировал в Бундеслиге 22 января 1977 года в матче против «Дуйсбурга» — тот матч закончился со счётом 2:2. Всего в дебютном сезоне за мюнхенский клуб сыграл 10 матчей и забил 1 гол.
В 1978 году Онал перешёл в льежский «Стандард», в составе которого отыграл 5 сезонов. В составе бельгийского клуба Онал два раза выигрывал чемпионат Бельгии и обладателем Кубка Бельгии. В январе 1982 года перешёл в «Фенербахче», но за эту команду сыграл только 7 матчей и был исключён из состава и по окончании сезона вернулся в «Стандард».
В течение двух сезонов он играл за «Тюркгюджю Мюнхен». В 1985 году перешёл в «Галатасарай». В составе «Галатасарая» Онал играл в течение семи сезонов, выиграл 2 чемпионских титула и Кубок Турции в 1991 году. Всего за «Галатасарай» сыграл в чемпионате Турции 185 матчей и забил 12 голов. Летом 1992 года завершил игровую карьеру.

### Карьера в сборной
За сборную Турции дебютировал 28 февраля 1979 года в товарищеском матче против сборной Алжира — Алжир выиграл со счётом 1:0. Всего за сборную Турции сыграл 12 матчей и забил 1 гол.

### Семья
Был женат на модели Мине Байсан. Их дочь Биге Онал (род. 1990) — известная актриса кино и телевидения. Она снималась в ряде проектов, среди её работ роли в таких проектах, как «Великолепный век», «Меня зовут Гюльтепе», «Бодрумская сказка», «Постучись в мою дверь» и другие.

### Смерть
Скончался 16 марта 2021 года в возрасте 63 лет.

## Достижения
«Стандард»
- Чемпион Бельгии (2): 1981/82, 1982/83
- Обладатель Кубка Бельгии (1): 1980/81

«Галатасарай»
- Чемпион Турции (2): 1986/87, 1987/88
- Обладатель Кубка Турции (1): 1990/91
- Обладатель Суперкубка Турции (2): 1987, 1988, 1991